# NDM (Automobilhersteller)
NDM, vorher NBM Indústria, Comércio de Veículos Ltda., war ein brasilianischer Hersteller von Automobilen.

## Unternehmensgeschichte
Das Unternehmen NBM Indústria, Comércio de Veículos Ltda. hatte seinen Sitz in Rio de Janeiro. 1984 begann die Produktion von Automobilen und Kit Cars. Der Markenname lautete NBM. Im Folgejahr erfolgte die Umfirmierung in NDM. 1988 endete die Produktion.

## Fahrzeuge
Paulo Renha entwarf das erste Modell Jornada. Die Basis bildete ein selbst hergestelltes Fahrgestell. Darauf wurde eine offene zweitürige Karosserie mit vier Sitzen montiert. Auffallend war der auf Höhe der Hinterräder platzierte und nach vorne geneigte Überrollbügel. Das Targadach bestand aus schwarzem Vinyl. Ein Hardtop war ebenfalls lieferbar. Ein luftgekühlter Vierzylinder-Boxermotor von Volkswagen do Brasil im Heck trieb die Hinterräder an. Scheinwerfer und Rückleuchten stammten vom Chevrolet Chevette.
1986 ergänzte der Spirit das Sortiment. Dieses Cabriolet hatte einen wassergekühlten VW-Motor mit 1800 cm³ Hubraum.